# Seychellaltica mahensis
Seychellaltica mahensis es una especie de insecto coleóptero de la familia Chrysomelidae.
Fue descrita científicamente en 1931 por Maulik.